# Vacaciones de verano
Vacaciones de verano és una pel·lícula espanyola de comèdia de l'any 2023, dirigida i escrita per Santiago Segura i protagonitzada per ell mateix.

## Argument
Dos amics, l'Óscar i en Félix, perden la feina i es veuen obligats a acceptar una feina temporal com a animadors infantils en un hotel de luxe. Com que tots dos són divorciats, tenen els seus fills a càrrec durant un mes d'estiu i els és impossible compaginar-ho amb la feina, de manera que decideixen emportar-se els nens i ocultar-los a l'hotel, amagats a la zona d'empleats... però el pla és un desastre.

## Repartiment
- Santiago Segura com a Félix
- Leo Harlem com a Óscar
- Patricia Conde com a Cristina
- Cristina Gallego com a Patricia
- Sirena Segura com a Carme
- Javier García com a Cristóbal
- Daniela Pintado com a Laura
- Marta González de Vega com a Bárbara
- Rodrigo Gibaja Benito com a Mauro
- Nicolás Rodicio com a Gustavito
- Hugo Simón Blasco com a Hugo
- Fernando Gil com a Luis
- Antonio Resines com el cunyat de l'Óscar
- David Guapo com el cap
- Florentino Fernández com a captaire
- Santiago Urrialde com a cuiner de creps
- El Monaguillo com a còmic
- Mar Abascal com la mare d'en Cristóbal i la Laura

## Rodatge
Vacaciones de verano es va rodar a Tenerife els últims mesos del 2022 i va portar dur a l'Illa els actors del repartiment així com els nens que protagonitzen el film: Sirena Segura, Javier García, Hugo Simón Blasco i Daniela Pintado.